# تلمان گدلیان

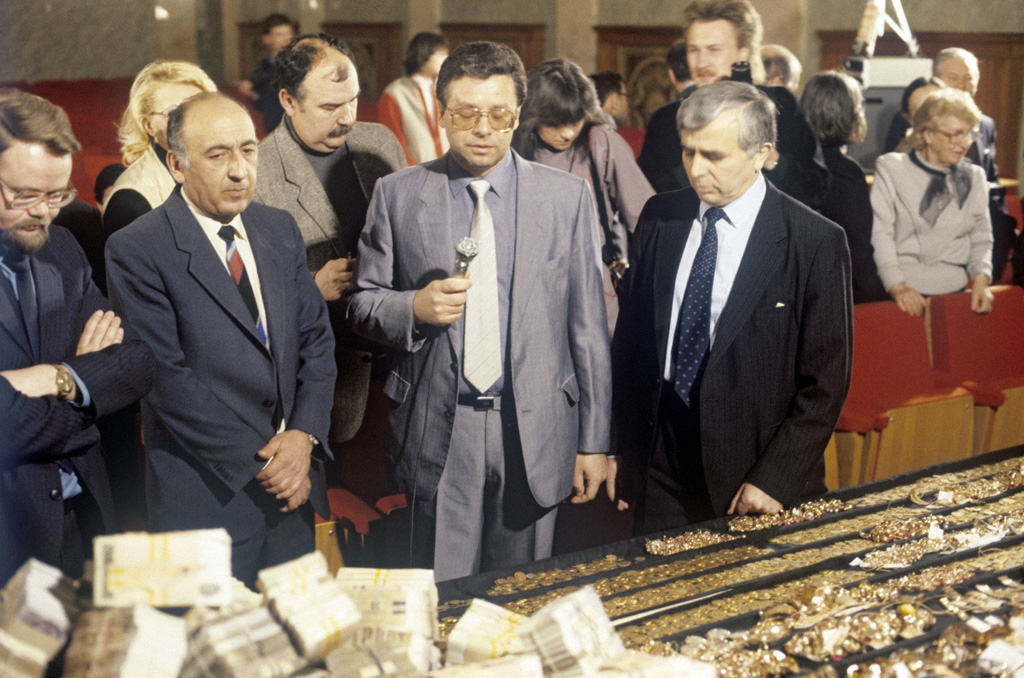

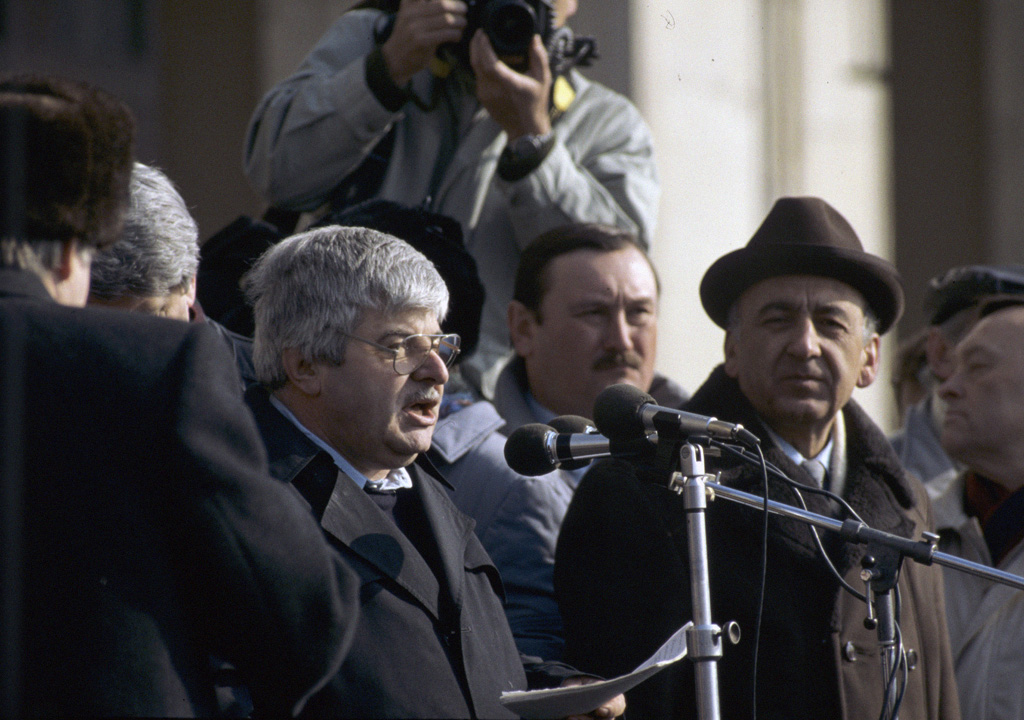

تلمان خورنی گدلیان (ارمنی: Թելման Խորենի Գդլյան؛ زادهٔ ۲۰ دسامبر ۱۹۴۰) یک کارآگاه، سیاستمدار اهل ارمنستان است که از تاریخ ۱۹۹۰ تا تاریخ ۱۹۹۵ سمت نمایندگی دوره اول شورای عالی جمهوری ارمنستان را برعهده داشت. وی عضو دومای دولتی نیز بوده است.

## زندگی‌نامه
در ۲۰ دسامبر ۱۹۴۰ در روستای سامسار، شهرداری آخالکالاکی به دنیا آمد و از آکادمی دولتی حقوق ساراتوف فارغ‌التحصیل شد. 